# Moses Székely der Jüngere
Moses Székely d. J. (* im Juli 1603 in Temeswar; † 1658 auf Rhodos) war als Sohn des 1603 für kurze Zeit regierenden Fürsten Moses Székely in der ersten Hälfte des 17. Jahrhunderts Thronanwärter im Fürstentum Siebenbürgen.

## Leben und Wirken
Moses Székely der Jüngere wurde im Juli 1603 als Sohn von Fürst Moses Székely und Anna Kornis in Temeswar im Banat geboren. Sein Vater war kurz vor der Geburt in der Schlacht von Brassó (dt. Kronsstadt) gegen den mit den Habsburgern verbündeten walachischen Fürsten Radu Șerban gefallen. Im gleichen Jahr starb seine Mutter Anna Kornis an den Folgen der Pest, wodurch er bei seiner Großmutter Kristina Bethlen, der Witwe des Diplomaten Farkas Kornis, aufwuchs. Nachdem auch seine Großmutter gestorben war, als er zehn Jahre alt gewesen war, stand er unter der Aufsicht von Fürst Gabriel Bethlen. Er besuchte das neugegründete calvinistische Gymnasium in Gyulafehérvár (dt.  Karlsburg oder Weißenburg). Nach seinem Abschluss machte Bethlen Székely zum Richter von Udvarhelyszék und übereignete ihm 1620 die Burg Marosújvár (dt. Miereschhall) im zentralen Siebenbürgen. Am 13. Februar 1629 heiratete er Judit Lónyay, wodurch er den Ort Fiátfalva, Szederjes und vier weitere Ortschaften erhielt.
Mit der Machtübernahme durch Georg I. Rákóczi im Jahr 1630 veränderten sich Székelys Lebensumstände jedoch drastisch. Rákóczi warf Székely vor in die Verschwörung von Dávid Zólyomi involviert gewesen zu sein und konfiszierte seinen Besitz. Székely selbst stellte nun politische Ansprüche auf das Fürstentum und wies auf ein noch von seinem Vater verfasstes Ahidnâme, das ihn als Nachfolger bestimmen sollte. Der Landtag sprach sich im August 1633 schließlich für die Todesstrafe von Székely und Zólyomi aus. Székely war bereits zuvor ins Exil nach Konstantinopel ausgewichen, wo er in der Festung Yedikule festgesetzt war, jedoch weitgehende Freiheiten genießen konnte. So konnte er beispielsweise mit seinen Unterstützern in Siebenbürgen korrespondieren, was für Rákóczi eine anhaltende Bedrohung seiner gewonnenen Machtbasis bedeutete. Székely hatte weiterhin Unterstützung in weiten Teilen des Adels, insbesondere unter den Szeklern, die oft konfessionell (wie Székely und sein Vater selbst) der unitarischen (oder auch der sabbatarischen) Konfession zugehörten. In diesem Zusammenhang kann auch die im Juli 1638 beschlossene Complanatio Deesiana gesehen werden, mit der die Unitarier der Zensur unterworfen und zugleich die offene Verfolgung der (vor allem im Szeklerland verbreiteten) Sabbatarier eingeleitet wurde. Große Teile des Adels befanden sich damals in Haft und waren gezwungen in die reformierte Kirche des Fürsten zu konvertieren. Rákóczi bat in einem geheimen Briefwechsel zudem den Großwesir Tabanıyassı Mehmed Pascha, Székely auszuliefern oder zu ermorden, was dieser aber ablehnte. Nach 1838 verlor Székely aber allmählich seinen politischen Einfluss in Siebenbürgen. Sein Onkel und Unterstützer, der Diplomat, Kanzler und Sababtarier Simon Péchi, starb 1642. Zudem präferierten die Osmanen nun Stephan Bethlen, Bruder des verstorbenen Gabriel Bethlen, als potentiellen Thronanwärter in Siebenbürgen. Székely lebte seit 1646 schließlich auf der Insel Rhodos und starb hier vermutlich um 1658.